# Биљана Цинцаревић
Биљана Цинцаревић (Опово, 1. јул 1975) је српска сликарка и коцептуална уметница.

## Биографија
Завршила је Факултет примењених уметности Универзитета уметности у Београду, одсек зидно сликарство. Њен отац Радован Цинцаревић био је рестауратор фасадних и гипсаних скулптура. Члан је УЛУПУДС-а.
Самосталне изложбе:
- Карпе дием (2004), Дипломат клуб Београд
- Природа жене (2008), Галерија културног центра Нови Бечеј
- Света женственост (2013) Галери МЦ Њујорк
- Момент у вечности (2023) Галерија Никола Радошевић Београд

Као концептуална уметница имала је перформансе посвећене религијском лицемерју, екологији и односу појединца са природом. Бави се и фотографијом.
У Службеном гласнику објављена је њена монографија Поштовање 2024. године.